# Курды в Иране
Курды в Иране (перс. کردهای ایران‎, курд. کوردێنئی رانێ) — один из коренных народов Ирана, являющийся третьей по численности этнической группой в стране.
Северо-западные территории Ирана, примыкающие к границе с Ираком и Турцией, неофициально называются Восточным Курдистаном.
Курды составляют порядка 15 % населения страны, согласно данным ежегодника ЦРУ.

## Территориальное распределение

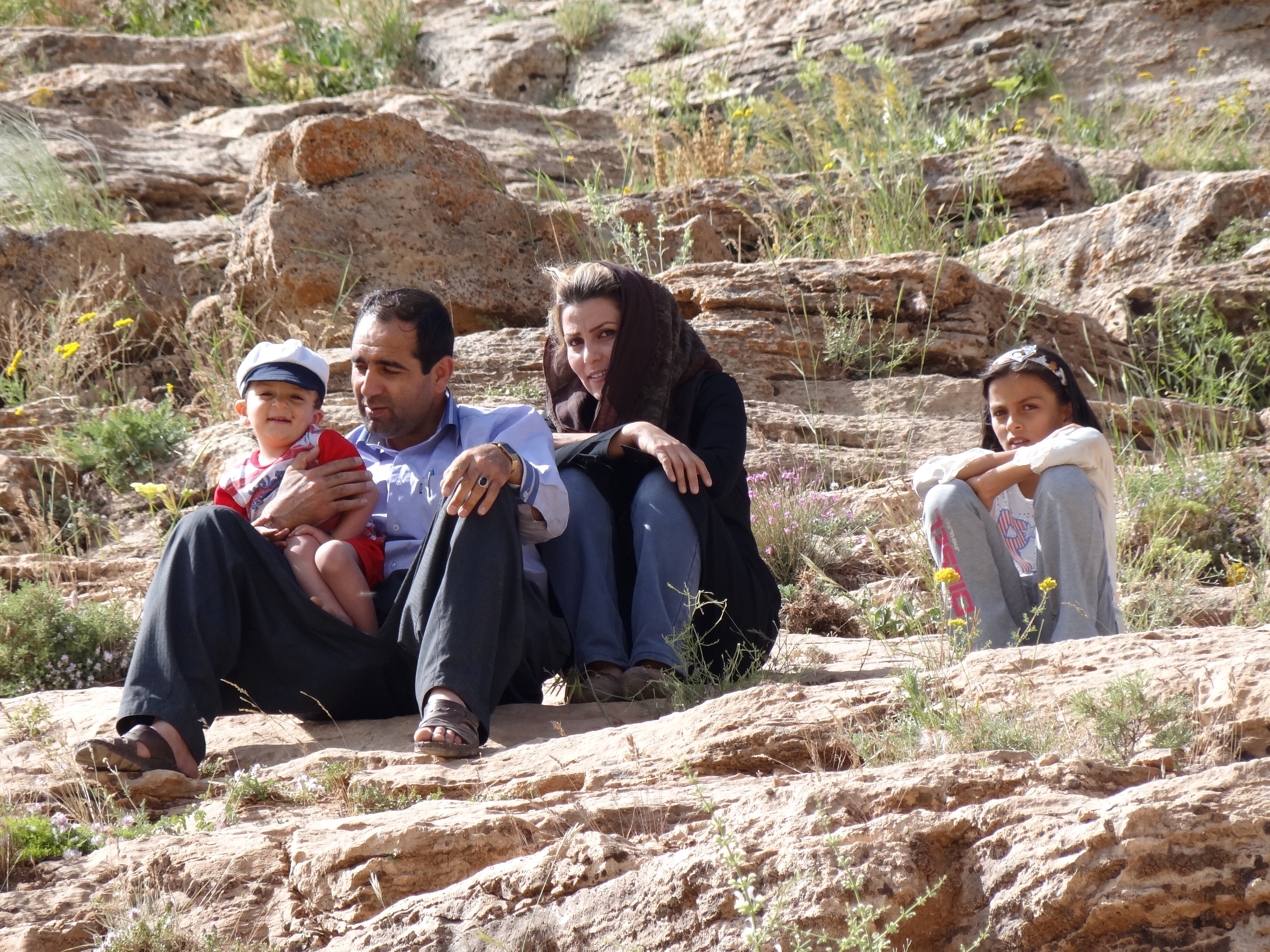
Курдская семья в Иране

Иранский Курдистан, или Восточный Курдистан (курд. Rojhilatê Kurdistanê) — неофициальное название части территории северо-западного Ирана, населённой курдами, граничащей с Ираком и Турцией. Включает в себя останы Курдистан, Керманшах, Западный Азербайджан, Илам и Хамадан
Курды обычно считают, что иранский Курдистан является одной из четырёх частей более этногеографической области Курдистан, в которую также входят части юго-восточной Турции (Северный Курдистан), северная Сирия (Западный Курдистан) и северный Ирак (Южный Курдистан).
Согласно последней переписи, проведённой в 2006 году, курдское население четырёх останов составляло 6 738 787 человек: Западный Азербайджан (2 873 459), Керманшах (1 879 385), Курдистан (1 440 156) и Илам (545 787). Кроме того, в южных районах провинции Илам живут сообщества луров, предположительно являющихся субэтносом курдов. Курды составляют 45-55% населения в остане Западный Азербайджан.
Общая численность курдов составляет 15−16 % населения Ирана. Часть источников указывает, что большинство курдов в Иране являются мусульманами-шиитами. Курды-шииты населяют останы Керманшах и Илам, а также некоторые районы  останов Курдистан, Хамадан и  Северный Хорасан.  В ходе исламской революции в Иране основные курдские политические партии пытались поднять вопрос о политической автономии курдов, но не были поддержаны основной массой этнических курдов. Но с 1990-х годов в регионах, населённых курдами, начался рост национализма.
| Остан                | Процент курдов, % | Численность курдов |
| -------------------- | ----------------- | ------------------ |
| Курдистан            | 98 %              | 1 705 462          |
| Керманшах            | 95 %              | 1 970 979          |
| Илам                 | 96 %              | 541 585            |
| Лурестан             | 65 %              | 1 242 250          |
| Северный Хорасан     | 64 %              | 600 116            |
| Западный Азербайджан | 52 %              | 1 901 773          |
| Хамадан              | 32 %              | 603 782            |
| Альборз              | 9 %               | 278 983            |
| Хорасан-Резави       | 6 %               | 637 450            |
| Казвин               | 5 %               | 70 132             |
| Тегеран              | 2 %               | 350 036            |
| Кум                  | 2 %               | 35 055             |
| Меркези              | 2 %               | 38 033             |
| Хузестан             | 1 %               | 71 132             |
| Гилян                | 1 %               | 38 470             |
| Другие останы Ирана  | 0.2 %             | 93 740             |
| Всего                | 12 %              | 10 012 645         |

## Курдский сепаратизм в Иране
Курдский сепаратизм в Иране, именуемый в ряде источников «курдско-иранским конфликтом» представляет собой продолжительный конфликт курдской оппозиции с правительством Ирана, начавшийся фактически с прихода к власти Реза-шаха Пехлеви в 1925 году. Хотя некоторые курдские националистические партии хотят отделения Иранского Курдистана от Ирана в качестве независимого государства, среди курдских политических сил (в частности, левых и феминистских) есть и сторонники конфедеративной формы государственного устройства Ирана при широкой автономии курдских регионов.